# Здрастуй, річко
«Здрастуй, річко» (рос. «Здравствуй, река») — радянський художній фільм 1978 року, знятий Кіностудією ім. М. Горького.

## Сюжет
Маленький хлопчик Стьопка дуже любив слухати перед сном казки, які складала його мама. І ось одного разу вона розповіла йому про річку, біля якої вони жили. Це була велика і могутня річка, але вона потребувала захисту і турботи людини. Вранці мама не знайшла Стьопку — він пішов шукати витік річки. Так почалися Стьопчині пригоди…

## У ролях
- Костянтин Жалтов — Стьопка
- Катерина Сичова — «Куля»
- Олександр Торопов — Спартак
- Олексій Запруднов — Льова
- Тетяна Пельтцер — бабуся Стьопки
- Валентина Теличкіна — мати Стьопки
- Олександра Турган — мама Льови
- Людмила Іванова — Василиса Феоктистівна (тітка Вася)
- Авангард Леонтьєв — епізод
- Володимир Грамматиков — батько Льови
- Дарина Мальчевська — Поліна
- Дмитро Івановський — Рудий

## Знімальна група
- Режисери — Павло Арсенов, Юрій Григор'єв, Ігор Ясулович
- Сценаристи — Володимир Трифонов, Дмитро Іванов
- Оператор — Олександр Масс
- Композитор — Едуард Артем'єв
- Художник — Дмитро Богородський